# Альфредо Актон
Альфредо Актон (італ. Alfredo Acton, 12 вересня 1867, Кастелламмаре-ді-Стабія — 26 березня 1934, Неаполь) — італійський адмірал та політик, начальник генерального штабу ВМС Італії протягом 1919-1921 та 1925-1927 років. 

## Біографія
Альфредо Актон народився 12 вересня 1867 року в Кастелламмаре-ді-Стабія в шляхетній родині з давніми морськими традиціями. Його дід, Карло Актон, був бригадним генералом флоту Бурбонів. Батько Фердінандо Актон був політиком та адміралом, начальником Генерального штабу флоту. Його дядьки Гульєльмо і Еммерік були видатними морськими офіцерами.
Альфредо Актон закінчив Військово-морську школу в Генуї у 1884 році. Він брав участь в окупації Массауа у 1885 році, в інтервенції на Крит у складі Міжнародної ескадри.
У 1900 році на борту крейсера «Марко Поло» брав участь в придушенні Боксерського повстання в Китаї.
Під час італійсько-турецької війни у званні капітана I рангу командував броненосцем «Вітторіо Емануеле». Брав участь в обстрілі узбережжя Лівії, Дарданелл,  у захопленні Додеканеських  островів.
Під час Першої світової війни командував дивізією крейсерів-скаутів, що діяла в Адріатиці. У 1916 році отримав звання контрадмірала. У 1917 році командував італійським флотом у битві в протоці Отранто. У квітні 1918 року отримав звання віцеадмірала.
Після закінчення війни двічі, у 1919-1921 і 1925-1927 роках був начальником Генерального штабу флоту. У 1926 році отримав звання адмірала. У 1927 році був призначений сенатором. 
У 1926-1930 роках представляв Італію на Лондонській морській конференції з обмеження морських озброєнь, яка завершилась підписанням Лондонського морського договору у 1930 році.
В 1932 році вийшов у відставку.
Помер 26 березня 1934 року в Неаполі.

## Нагороди

### Італійські
- Кавалер Ордена Корони Італії
- Офіцер Ордена Корони Італії
- Командор Ордена Корони Італії
- Великий офіцер Ордена Корони Італії
- Кавалер Великого Хреста Ордена Корони Італії
- Кавалер Ордена Святих Маврикія та Лазаря
- Офіцер Ордена Святих Маврикія та Лазаря
- Командор Ордена Святих Маврикія та Лазаря
- Великий офіцер Ордена Святих Маврикія та Лазаря
- Кавалер Великого хреста Ордена Святих Маврикія та Лазаря
- Офіцер Савойського військового ордена

### Іноземні
- Великий офіцер Ордена Почесного легіону (Франція)
- Великий командор Ордена Спасителя (Королівство Греція)